# ماچئی ماچیفسکی
ماچئی ماچیفسکی (لهستانی: Maciej Maciejewski؛ ۱ اکتبر ۱۹۱۴ – ۱۷ مهٔ ۲۰۱۸) بازیگر و صداپیشه اهل لهستان بود. وی بین سال‌های ۱۹۳۸ تا ۲۰۱۲ میلادی فعالیت می‌کرد و در اکتبر ۲۰۱۴ جزء افراد صدساله شد.
از فیلم‌ها یا مجموعه‌های تلویزیونی که وی در آن‌ها نقش داشته است، می‌توان به سنگ، چشمانت را باز کن، کانال، حقیقت، بازگشته و فیلمی کوتاه درباره کشتن اشاره نمود.